# Abe Segal
Abraham Alan Segal, Abe Segal (ur. 23 października 1930 w Johannesburgu, zm. 4 kwietnia 2016 w Kapsztadzie) – południowoafrykański tenisista, finalista wielkoszlemowych mistrzostw Francji w grze podwójnej, reprezentant w Pucharze Davisa.

## Kariera sportowa
Segal dwukrotnie dochodził do finału międzynarodowych mistrzostw Francji na kortach im. Rolanda Garrosa. W 1958, występując w parze z Bobem Howe, uległ Ashleyowi Cooperowi i Neale Fraserowi 6:3, 6:8, 3:6, 5:7, w 1963 razem z Gordonem Forbesem przegrał finał przeciwko Royowi Emersonowi i Manuelowi Santanie 2:6, 4:6, 4:6. Właśnie z Forbesem Segal tworzył znaną parę, jedną z najlepszych w historii reprezentacji pucharowej RPA, chociaż wkrótce przyćmioną sukcesami duetu Frew McMillan i Bob Hewitt. Południowoafrykańska para ma m.in. swój udział w rekordowym secie w historii Wimbledonu – w I rundzie Wimbledonu w 1968, niemal na otwarcie ery „open” tenisa, ulegli Alexowi Olmedo i Pancho Segurze 30:32, 7:5, 4:6, 4:6.
Segal występował w reprezentacji w Pucharze Davisa w latach 1957-1965. Oprócz występów deblowych w parze z Forbesem (grał także z innymi partnerami, m.in. Ianem Vermaakiem) zaliczył 18 gier singlowych, spotykając się z takimi rywalami, jak Pierre Darmon, Ulf Schmidt czy Kurt Nielsen. Udało mu się pokonać w ramach Pucharu Davisa m.in. Włocha Orlando Sirolę i Francuza Pierre Barthesa. Łączny bilans jego występów reprezentacyjnych wyniósł 24 wygrane i 13 porażek.
Leworęczny zawodnik, znany był z nietypowych zachowań na korcie, co przyniosło mu przydomek „księcia clownów”. Wiele anegdot związanych z jego osobą zamieścił w swoich tenisowych wspomnieniach Gordon Forbes. M.in. w 1964 w meczu I rundy Wimbledonu, w którym Segal pokonał Amerykanina Clarka Graebnera, doszło do niecodziennego zdarzenia – na stołku sędziowskim zasnęła arbiter Dorothy Cavis-Baron, co uwiecznił fotograf Terry Fincher. Zdjęcie śpiącej sędzi obiegło tenisowy świat i stało się przyczyną dyskusji o odmłodzeniu kadry sędziowskiej angielskiego turnieju. W kolejnej rundzie tego turnieju Segal wygrał walkowerem z Aleksandrem Metrewelim, co wiązało się z polityczną demonstracją władz ZSRR przeciwko apartheidowi.
W 1958, kiedy na Wimbledonie Segal doszedł do 1/8 finału (uległ po zaciętym meczu późniejszemu triumfatorowi Ashleyowi Cooperowi 11:13, 3:6, 6:3, 12:14), w nieoficjalnym rankingu światowym francuskiego magazynu „L’Equipe” znalazł się w czołowej dziesiątce. Był także klasyfikowany jako pierwsza rakieta RPA w 1962 i 1963, a w 1964 zdobył mistrzostwo kraju, pokonując w finale Gordona Forbesa. Innym jego znaczącym sukcesem było mistrzostwo igrzysk V Maccabiady we wrześniu 1957.
Po raz ostatni w imprezie wielkoszlemowej Segal wystąpił wiosną 1970, przechodząc do historii jako jeden z najstarszych uczestników French Open. Brał udział w rywalizacji weteranów, m.in. na XVI Maccabiadzie w 2001 zdobył srebro w singlu i brąz w deblu (z Aaronem Searle) w kategorii powyżej 65 lat. W 1998 głośna była jego krytyka kapitana reprezentacji daviscupowej Danie Vissera, któremu po dotkliwej porażce z Czechami 0:5 zarzucił przywiązanie do wypalonych nazwisk (zarazem oskarżając kilku graczy o brak zaangażowania). Miał również pretensje do Vissera o niewykorzystywanie talentu deblisty Johna-Laffnie de Jagera.
Podobnie jak Gordon Forbes przyjaźnił się ze znanym aktorem Peterem Ustinovem. W 1992, kiedy w Johannesburgu rozgrywano deblowy Masters, jedną z grup nazwano na cześć dawnych mistrzów „grupą Forbesa-Segala”.

## Osiągnięcia w turniejachwielkoszlemowych
- mistrzostwa Francji
  - gra podwójna – finały 1958 (z Bobem Howe), 1963 (z Gordonem Forbesem)